# Sinstauchira hui
Sinstauchira hui is een rechtvleugelig insect uit de familie veldsprinkhanen (Acrididae). De wetenschappelijke naam van deze soort is voor het eerst geldig gepubliceerd in 1995 door Li, Lu, Jiang & Meng.